# Union de la jeunesse démocratique libanaise
L’Union de la jeunesse démocratique libanaise (UJDL) (en arabe : اتحاد الشباب الديمقراطي اللبناني ou littéralement Ittihad al-Shabab al-Demoqrati al-Lubnani) est une organisation de jeunesse libanaise de gauche, laïque et démocratique, telle qu'elle se définit dans ses statuts. L'UJDL a été fondée légalement en 1970 par des étudiants de gauche (principalement communistes) et de jeunes activistes, après avoir été active clandestinement depuis 1945.
L'UJDL est membre de nombreuses organisations de jeunesse régionales et internationales, mais elle est principalement affiliée à la Fédération mondiale de la jeunesse démocratique (FMJD). L'UJDL est la vice-présidente du FMJD depuis mars 2007 après une longue histoire d'action internationale. Elle a également été présidente du FMJD à la fin des années 1980, avant et pendant l'effondrement de l'Union soviétique.
De nombreux dirigeants et militants de gauche importants au Liban étaient affiliés à l'UJDL au début de leur vie politique, y compris Anwar Yassin et Souha Bechara, deux anciens résistants détenus en Israël, Saadallah Mazraani le vice-secrétaire général du Parti communiste libanais et Hanna Gharib l'ancienne présidente de l'Union des enseignants du secondaire au Liban.

## Activités récentes
Après le 6e congrès national, l'UJDL a fait mené plusieurs activités parmi lesquelles :
- Aide populaire à des milliers de personnes déplacées en raison de l'attaque israélienne contre le Liban en juillet et août 2006.
- L'accueil de la réunion du Conseil de coordination du FMJD en novembre 2006 à Beyrouth avec la participation de dizaines d'organisations internationales de gauche et communistes et de centaines d'invités venant des quatre coins du Liban[3].
- Plusieurs camps accueillant des centaines de participants à l'été 2007.
- La Marche du Printemps qui a parcouru le Liban pendant 34 jours consécutifs à l'été 2008 sous le slogan « Tout le Liban est pour nous tous » et qui exige l'unité du peuple libanais par-dessus les lignes de division sectaires attisées par les politiques et le système social[4].
- Une manifestation de solidarité ouverte pendant 24 jours près des bureaux de l'ONU dans le bâtiment de la CESAO au centre de Beyrouth pendant l'attaque israélienne sur Gaza du 25 décembre 2008 au 18 janvier 2009. Pendant cette période plusieurs manifestations et événements de solidarité ont eu lieu à Beyrouth et à travers le Liban ; étaient principalement visés les représentations diplomatiques de l'Égypte, des États-Unis et les ambassades/consulats canadiennes, au même titre que celles de la Commission européenne et de la Ligue arabe ; en collaboration avec d'autres organisations de jeunesse de gauche libanaises et palestiniennes[5].
- L'UJDL anime chaque été un ensemble de camps de jeunes qui comprennent des travaux éducatifs, de dialogue, de pionniers, artistiques et volontaires à travers le Liban.
- Au début de l'année 2011, l'UJDL et quelques organisations et militants de gauche ont organisé une campagne pour soutenir les révolutions arabes, en particulier au plus fort des révolutions en Égypte, en Tunisie, Libye, Yémen et à Bahreïn.